# Vandellia delicatula
Vandellia delicatula är en tvåhjärtbladig växtart som först beskrevs av Pu Chiu Tsoong och Tsue Chih Ku, och fick sitt nu gällande namn av Fischer, Schäferhoff och Müller. Vandellia delicatula ingår i släktet Vandellia och familjen Linderniaceae. Inga underarter finns listade i Catalogue of Life.